# كوسوكي سوزوكي (ممثل)
كوسوكي سوزوكي (بالكانا:すずき こうすけ) هو عداء سريع وممثل ياباني، ولد في 29 نوفمبر 1974 بفوكوكا في اليابان.

## وصلات خارجية
- كوسوكي سوزوكي على موقع IMDb (الإنجليزية)
- كوسوكي سوزوكي على موقع قاعدة بيانات الفيلم (الإنجليزية)